# Vanhoeffenura myriamae
Vanhoeffenura myriamae là một loài chân đều trong họ Munnopsidae. Loài này được George & Hinton miêu tả khoa học năm 1982.